# Marinovac
Marinovac (en serbe cyrillique : Мариновац) est un village de Serbie situé sur le territoire de la ville de Zaječar, district de Zaječar. Au recensement de 2011, il comptait 211 habitants.
Un autre village portant le même nom est situé à proximité.

## Démographie
| 1948 | 1953 | 1961 | 1971 | 1981 | 1991 | 2002 | 2011 |
| ---- | ---- | ---- | ---- | ---- | ---- | ---- | ---- |
| 970  | 961  | 882  | 728  | 610  | 437  | 305  | 211  |

|  |